# Cătălin Predoiu
Cătălin Marian Predoiu (n. 27 august 1968, Buzău, România) este un avocat și politician român, ministru de interne al Guvernului României din 2023 în guvernele Ciolacu 1 și 2, și Bolojan. Anterior fusese ministru al justiției în guvernul Tăriceanu (începând din 29 februarie 2008), în guvernele Boc (din 22 decembrie 2008 până în 27 aprilie 2012), în guvernul Mihai Răzvan Ungureanu, apoi în guvernele Ludovic Orban și Nicolae Ciucă.
El a îndeplinit și interimatul funcției de prim-minustru în perioada dintre demisia premierului Emil Boc la 6 februarie 2012 și învestitura Guvernului Ungureanu trei zile mai târziu, apoi pentru alte trei zile în perioada de tranziție în cadrul rotativei guvernamentale între guvernele Ciucă și Ciolacu (1); apoi după demisia prim-ministrului Ciolacu în 2025 și până la învestirea guvernului Ilie Bolojan.
Este singurul ministru care a fost menținut în funcție în cinci guverne consecutive.
Este președintele interimar al Partidului Național Liberal începând cu data de 12 februarie 2025.

## Biografie
Cătălin Marian Predoiu s-a născut la data de 27 august 1968, în municipiul Buzău. După absolvirea Colegiului Național B.P. Hasdeu din Buzău (1986), a absolvit cursurile Facultății de Drept din cadrul Universității București (1991). A urmat ulterior un program de instruire în practica dreptului comercial la Baroul din Caen, Franța (1994) și a obținut titlul științific de doctor în Drept Comercial, summa cum laude, la Facultatea de Drept din cadrul Universității București (2004).
După absolvirea facultății, a lucrat ca avocat în Baroul București (1991-1995). În anul 1995 fondează împreună cu avocata Ioana Racoți, cabinetul de avocatură SCA Racoți – Predoiu, specializat pe sectorul fuziunilor, achizițiilor și privatizărilor. Cabinetul Racoți - Predoiu a primit mandate în unele dintre cele mai mari operațiuni de fuziuni, achiziții și privatizări din România între anii 1997-2005. Ea și-a extins treptat serviciile în domeniul tranzacțiilor pe piața de capital, în domeniul finanțării achizițiilor și în domeniul concurenței, precum și în domeniile energiei și resurselor naturale. Chambers și Legal 500 au listat societatea Racoți – Predoiu pe locul doi în România în domeniul fuziunii și achizițiilor, nominalizându-i pe Ioana Racoți și Cătălin Predoiu printre liderii pieței.
În anul 2005 a fost creată societatea de avocatură Zamfirescu Racoți Predoiu ("ZRP") prin fuziunea a două cabinete de avocați, Călin - Andrei Zamfirescu și Asociații și Racoți - Predoiu. În anii 2007 și 2008, prestigioasele cataloage internaționale Chambers Global și Chambers Europe l-au clasificat pe locul 2 în domeniul Leading Individuals.
În paralel cu activitatea juridică, Cătălin Predoiu a predat dreptul comercial la Facultatea de Drept din cadrul Universității București (1994-2007). El este membru în următoarele organizații profesionale: Baroul București (1991), Uniunea Națională a Barourilor din România (1991), International Bar Association (1999), Baroul București, Membru în Consiliul Baroului (2003–2007) și Comisia Permanentă a Uniunii Naționale a Barourilor din România (din 2007).
De asemenea, el a fost membru în Consiliul de Administrație al CEC, asociat fondator la o casă de avocatură și deține participații la două firme de consultanță pentru afaceri și management (Mergers&Acquisitions International - înființată în iunie 2007, deține 33% și P&R Forus Strategies - înființată în octombrie 2007, deține 50%).

## Ministru al justiției

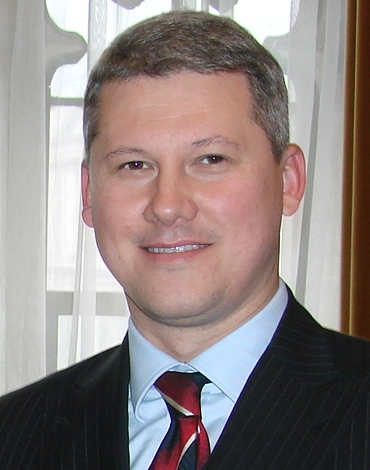
Cătălin Predoiu în 2008

La data de 29 februarie 2008, Cătălin Predoiu a fost numit în funcția de ministru al justiției în Guvernul Tăriceanu, încheindu-se astfel o perioadă de vacanță de două luni și jumătate. Deși acesta a fost acuzat de presă că firma de avocatură Zamfirescu Racoți Predoiu, unde este avocat asociat, a fost în ultimii ani principalul consultant pe probleme juridice al grupului Rompetrol (condus de către miliardarul Dinu Patriciu), președintele Traian Băsescu a declarat că "speculațiile legate de activitatea anterioară a acestuia nu au acoperire în legături care să-i pericliteze activitatea în Ministerul Justiției" și că "un bun avocat comercial poate reprezenta pe oricine, inclusiv pe mine, inclusiv pe premierul Tăriceanu" . Numirea sa a nemulțumit pe vicepreședinții PNL, Ludovic Orban, Crin Antonescu și Norica Nicolai, care i-au reproșat premierului Tăriceanu că nu au fost consultați și au aflat din presă de nominalizarea lui Cătălin Predoiu la Ministerul Justiției, precum și de faptul că s-a încălcat o decizie a conducerii partidului, în condițiile în care Biroul Politic Central votase numirea lui Teodor Meleșcanu la justiție și a lui Radu Stroe la apărare. În schimb, Tăriceanu s-a consultat cu șeful statului.
Cătălin Predoiu a candidat din partea PNL pentru un post de deputat în Colegiul 5 din județul Buzău la alegerile parlamentare din 30 noiembrie 2008. El a fost votat de către 28,9% dintre alegători, clasându-se pe locul al doilea după candidatul PSD, Marian Ghiveciu, care a primit voturile a 46,6% din alegători.
Cătălin Predoiu a fost nominalizat de către noul prim-ministru Emil Boc pentru continuarea activității la conducerea Ministerului Justiției (pentru care se hotărâse să fie nominalizat un independent), în urma consultărilor celor două partide (PDL și PSD) care au format coaliția guvernamentală după alegerile din 30 noiembrie 2008. Deși Predoiu nu făcea parte din niciunul dintre cele două partide, el a fost considerat capabil să continue reforma în justiție, astfel încât monitorizarea României pe acest domeniu să fie ridicată în iunie 2009.
Ca urmare a acceptului lui Predoiu de a-și continua activitatea în Guvern deși partidul din care făcea parte (PNL) trecuse în opoziție, liberalii i-au cerut să părăsească partidul acuzându-l de lipsă de caracter și de lipsă de decență politică față de partidul care l-a făcut ministru și l-a pus pe listele de deputați. Ca urmare a nominalizării sale ca ministru, Predoiu a declarat că s-a autosuspendat la 19 decembrie 2008 din calitatea de membru al PNL, filiala Buzău, declarându-se „surprins” de atacurile dure ale unor colegi de partid. El a motivat că dorește să-și poată continua proiectele începute la venirea sa în Ministerul Justiției.
La data de 20 decembrie 2008, Cătălin Predoiu a obținut avizul favorabil al comisiilor juridice ale Parlamentului pentru a-și continua activitatea la Ministerul Justiției, cu 42 de voturi „pentru” și 9 „împotrivă”. A fost învestit în funcție împreună cu întreg guvernul la 22 decembrie 2008. El a enumerat ca priorități ale sale discutarea și adoptarea cât mai urgentă a Codurilor penal și de procedură penală, după care să se stabilească competențele instanțelor și refacerea corespunzătoare a schemei de personal din sistemul judiciar.

## În PDL
La 5 iulie 2013, Cătălin Predoiu s-a înscris în Partidul Democrat Liberal (PDL). Consiliul National de Coordonare al Partidului Democrat Liberal l-a validat, cu 552 de voturi "pentru" și 8 "împotrivă" pe fostul ministru al justiției pentru funcția de prim-vicepreședinte al PDL.

## Activitate publicistică
Puterea Justiției și Justiția Puterii- discursuri, interviuri, analize, pamflete (București, 2018, Editura Tritonic) 
Cătălin Predoiu a publicat o serie de cărți de drept comercial, printre care:
- Operațiunile de creditare din interiorul unui grup de societăți (București, 1996)
- Societățile comerciale (ed. I, 2001, ed. a II-a revizuită, București, 2003) - coautor
- Considerații privind noțiunile de activitate bancară și credit bancar (București, 2003)
- Băncile în contextul legislației anti-infracționale. Obligații legale speciale (București, 2003)

Pentru activitatea sa publicistică, el a obținut două premii:
- Premiul „I.L. Georgescu” acordat de Uniunea Juriștilor din România, pentru lucrarea "Societățile comerciale" (2001)
- Premiul „Simion Bărnuțiu” acordat de Academia Română, pentru lucrarea "Societățile comerciale" (2003)